# قانون آناتومی ۱۸۳۲
قانون آناتومی ۱۸۳۲ (انگلیسی: Anatomy Act ۱۸۳۲)یک قانون پارلمان بریتانیا است که به پزشکان، معلمان آناتومی و دانشجویان با حسن نیت پزشکی مجوز رایگان برای تشریح اجساد اهدایی داده‌است. این در واکنش به انزجار عمومی از تجارت غیرقانونی اجساد به تصویب رسید.